# Асоцијација тениских професионалаца
Асоцијација тениских професионалаца (енгл. Association of Tennis Professionals), скраћено АТП (енгл. ATP), тениска је организација за мушки професионални тенис. Основана је у септембру 1972. године, а основали су је Џек Кремер, Доналд Деф и Клиф Дрисдејл. Дрисдејл је био први председник организације. Од 1990. удружење је организовало светску тениску турнеју за мушкарце под називом АТП тур[неја] (енгл. ATP Tour), која је 2001. променила назив у АТП. 2009. године је име поново промењено и од тада је светска тениска турнеја за мушкарце позната под називом АТП светска турнеја (енгл. ATP World Tour) Ова промена произлази из еволуције турнирских такмичења која су претходно била позната под називом Гран при тениски турнири (енгл. Grand Prix tennis tournaments) и Светско тениско првенство (енгл. World Championship Tennis).
Главно седиште организације АТП је у Лондону, у Уједињеном Краљевству. Седиште америчке организације је у Понте Ведра Бичу у САД-у, седиште европске организације је у Монаку, док је интернационално седиште, које обухвата Африку, Азију и Океанију у Сиднеју у Аустралији.
Пандан овој организацији у женском тенису је ВТА.

## Историја
Организација је започела са радом 1972. године. Првобитно је вођен од стране Џека Крејмера који је вршио функцију ексклузивног директора, да би га потом заменио Клиф Дрисдејл као председник организације. Крејмер је осмислио АТП листу, професионални ренкинг систем за играче, који је почео да се примењује од 1973. и користи се до данас.
Од 1974. до 1989, мушким такмичењима управља пододбор под називом Мушко интернационално професионално тениско веће (енгл. Men's International Professional Tennis Council (MIPTC)). Тениско веће је било састављено од представника Међународне тениске федерације (ИТФ), АТП тура и директора турнира из целог света. АТП је затражио и добио дозволу од тениског већа да уведе правило тестирања на допинг, чиме је тенис постао први професионални спорт са добро дизајнираним системом тестирања на недозвољене супстанце.

### Бојкот Вимблдона 1973.
АТП је стављен на велики тест у мају 1973. године. Никола Пилић, у то време први рекет Југославије, је суспендован од стране свог националног тима, који је тврдила да је одбио да игра у Дејвис куп мечу за селекцију Југославије раније тог месеца. Првобитна суспензија од девет месеци, коју је подржала ИТФ, је раније смањена од стране саме ИТФ на месец дана, што је значило да Пилић неће моћи да игра на Вимблдону. Као одговор на ово АТП је запретио бојкотом Вимблдона уколико се Пилићу не допусти да игра на том турниру. Пошто није успело да се дође до договора, АТП је гласао у корист бојкота. Као резултат тога, 81 најбољих играча света није учествовало на Вимблдону. Међу њима је био и двоструки узастопни финалиста и актуелни шампион Стен Смит, као и 13 од 16. носилаца. Илије Настасе, Роџер Тејлор и Реј Келди су одбили да бојкотују Вимблдон, па су касније кажњени од стране АТП-а.

### АТП
И после овог бојкота, тур су и даље водили директори турнира и ИТФ. Недостатак представника играча унутар саме структуре тениског већа и њихов мањак утицаја на веће је резултирао великом побуном од стране играча 1988. које је довело до великих промена унутар организације. 19. јануара 1989. АТП је објавио календар за 1990. сезону. 1991. је направљен први телевизијски пакет преноса мечева са 19 турнира, а 1995. су имали свој први интернет сајт, који је пратио и први вишегодишњи спонзорски уговор са Мерцедесом. 2008. године су прва три играча на свету (Рафаел Надал, Роџер Федерер и Новак Ђоковић преузели водећу улогу тако што су постали чланови АТП-овог играчког већа, са Федерером као председником. То је први пут у историји организације да су се прва три најбоља светска играча укључили у рад организације у истом двогодишњем мандату.

## АТП турнеја
АТП турнеја обухвата АТП Мастерс 1000, АТП 500, АТП 250, АТП Челенџер серију и ИТФ фјучерс серија. АТП такође надгледа и Шампионски тур за сениоре, као и Светско екипно првенство. Гренд слемови, Олимпијске игре и Дејвис куп не спадају под окриље АТП, иако се на овим турнирима деле бодови за АТП листу (осим за Олимпијске игре). Играчи и дубл тимови са највише поена на листи (сакупљених током календарске године) учествују крајем године на АТП финалу.
Постоје следеће категорије такмичења:
| Категорија такмичења | Број турнира | Укупни наградни фонд ($)   | Ранг бодова | Управљачко тело |
| -------------------- | ------------ | -------------------------- | ----------- | --------------- |
| Гренд слем           | 4            | Видети појединачно турнире | 2000        | ИТФ             |
| АТП финале           | 1            | 4.450,000                  | 1100–1500   | АТП (2009-сада) |
| АТП Мастерс 1000     | 9            | 2.450,000 do 3.645,000     | 1000        | АТП             |
| АТП 500              | 13           | 755.000 do 2.100,000       | 500         | АТП             |
| АТП 250              | 40           | 416.000 do 1.024,000       | 250         | АТП             |
| АТП Челенџер серија  | 178          | 35.000 до 150.000          | 80 до 125   | АТП             |
| ИТФ фјучерс серија   | 534          | 10.000 и 15.000            | 10 до 20    | ИТФ             |
| Олимпијске игре      | 1            | Видети појединачно турнире | 0           | ИОЦ             |

### Промене из 2009.
2009. АТП је представио нову структуру турнира који је преименован у АТП светска турнеја и који се састоји од АТП Мастерс 1000, АТП 500 и АТП 250 серије.
У Мастерс 1000 серију спадају турнири у Индијан Велсу, Мајамију, Монте Карлу, Мадриду, Риму, Торонту/Монтреалу, Синсинатију, Шангају и Паризу. АТП финале је премештено из Шангаја у Лондон. Хамбург је замењен са новим турниром на шљаци који се одржава у Мадриду. Озбиљне казне ће бити прописане играчима који пропусте турнире без ваљаног медицинског доказа. Планови да се Монте Карло и Хамбург избаце из мастерс серије су довели до полемика и протеста од стране играча и организатора. Ова два турнира су поднела тужбу против АТП-а. Одлучено је да Монте Карло остане турнир из мастерс серије 1000, са већим наградним фондом и 1000 бодова за победника турнира, али неће бити обавезан за играче. Монте Карло је касније повукао тужбу. Хамбург је смањен на турнир из серије 500, није повукао тужбу, јер нису били задовољни одлуком, али је изгубио на суду.
У АТП 500 серију спадају Ротердам, Дубаи, Рио, Акапулко, Барселона, Лондон, Хале, Хамбург, Вашингтон, Пекинг, Токио, Базел и Беч.
ATП и ИТФ су донели одлуку да се светска група Дејвис купа и доигравање за попуну светске групе награђују са укупно до 500 бодова. Играчи акумулирају бодове кроз 4 круга главне групе и кроз доигравања. То се рачуна као један од четири најбоља резултата из категорије турнира 500. Додатних 125 бодова добија играч који победи у свих 8 појединачних сусрета и уз то освоји Дејвис куп.
Од почетка 2009. сезоне сви освојени бодови на турнирима су дуплирани да би се изједначили са новим системом категорисања турнира.
Такође је и име сајта промењено у "www.atpworldtour.com".

## Рангирање тенисера
Асоцијација тениских професионалаца сваке седмице објављује нове листе: АТП листу (енгл. ATP Rankings), листа са поенима освојеним у последње 52 недеље на АТП турнеји и АТП листу трка за Торино (енгл. ATP Race to Tourin) која показује поене освојене од почетка године на АТП турнеји. АТП листа се користи за одређивање носиоца и учешће на турнирима за појединачну конкуренцију и парове. Играч који на крају сезоне освоји највише бодова буде први тенисер света. На самом крају сезоне, АТП организује АТП финале на којем учествују осам тенисера који су сакупили највише бодова на АТП листи трка за Торино.